# غريبانوفسكي (مقاطعة فورونيج)
غريبانوفسكيي (بالروسية: Грибановский) هي مدينة في مقاطعة فورونيج أوبلاست في روسيا.
يبلغ عدد سكانها حوالي 16512 نسمة.